# Ingvar Rydell
Pour les articles homonymes, voir Rydell.
Ingvar Rydell (né le 7 mai 1922 dans la paroisse de Bäcke-Ödskölts en Suède et mort le 20 juin 2013 à Höllviken) est un footballeur suédois.

## Biographie

### Club
Il commence sa carrière dans le club de Billingsfors IK et fait sa première apparition en Allsvenskan en 1946. 
Il rejoint ensuite le Malmö FF avec qui il remporte trois années de suite le championnat suédois entre 1949 et 1951. Il inscrit 20 buts lors de la saison 1950. Il joue en tout 210 matchs avec Malmö, inscrit pas moins de 162 réalisations et met fin à sa carrière en 1953.

### International
Il joue en tout 14 matchs avec l'équipe de Suède, et est connu pour avoir participé à la coupe du monde 1950 au Brésil où les Suédois finissent troisième, ainsi qu'au Tournoi olympique de 1952 (médaillé de bronze).